# 安業県 (江蘇省)
安業県（あんぎょう-けん）は中華人民共和国江蘇省にかつて存在した県。現在の南京市南部に相当する。
620年（武徳3年）、唐朝により設置された。625年（武徳8年）に廃止されている。